# Mikael Östberg
Mikael Östberg (né le 21 mai 1977) à Sollentuna est un fondeur suédois actif de 1997 à 2011.

## Carrière
Il débute en Coupe du monde en 1998 et obtient son premier podium et victoire en décembre 2002 à Linz en sprint libre. Il finit deuxième à Lahti durant la saison 2003-2004 sur le même format de course.
En 2006, il participe aux Jeux olympiques de Turin et se classe douzième en sprint.

## Palmarès

### Jeux olympiques
- Turin 2006 : 12e au sprint libre (demi-finaliste)

### Championnats du monde
- Val di Fiemme 2003 : 9e au sprint libre (demi-finaliste)

### Coupe du monde
- Meilleur classement général : 31e en 2003, 2005 et 2006.
- 2 podiums individuels dont 1 victoire.
- 1 podium par équipe.